# Diego de Valencia
Diego de Valencia y Acuña (antes de 1427 - después de 1466) fue un noble castellano de la casa de Valencia.

## Orígenes familiares
Fue hijo de Juan de Valencia, mariscal de Castilla, y de su esposa Beatriz de Acuña Girón. Por parte paterna era nieto de Fernando Alfonso de Valencia, maestre de la Orden de Santiago, sobre quien mucho de lo escrito por Florián de Ocampo, según Jaime de Salazar y Acha, es falso, como por ejemplo su nacimiento póstumo, su matrimonio con una hija ilegítima del rey Alfonso IV de Portugal, los señoríos que le fueron concedidos en dicho reino, lo relativo a su nombramiento como maestre de la Orden de Santiago o su supuesta muerte en el asedio de Lisboa, a pesar de que algunos de estos hechos son mencionados por autores fidedignos y prestigiosos, como Luis de Salazar y Castro. Pero Salazar y Acha insiste en afirmar que, de ser cierto su parentesco con la familia real castellana, sería por vía ilegítima, y su principal argumento para sostenerlo es que los señoríos de Alfonso de Valencia no fueron heredados por Fernando Alfonso, que era su hijo «supuestamente legítimo», pero no hay documentos coetáneos que avalen la tesis de que los heredara ni tampoco de que el rey Alfonso XI de Castilla se los arrebatara, como se afirmó en el pasado. Y Diego también fue nieto supuestamente de María Alfonso de Portugal, que según algunos genealogistas era hija ilegítima del rey Alfonso IV de Portugal. aunque otros historiadores modernos afirman que dicho monarca no tuvo ningún hijo extramatrimonial. Y Por parte materna Diego de Valencia era nieto de Martín Vázquez de Acuña, primer conde de Valencia de Don Juan, y Teresa Téllez Girón.
Fue hermano de Alfonso Téllez Girón señor de Piqueras del Castillo y caballerizo mayor del rey Enrique IV de Castilla, y de Fernando de Valencia, comendador de la Orden de Santiago. Y también fue hermanastro de Gonzalo de Valencia, que fue chantre de la catedral de Zamora, y de Inés de Valencia, que contrajo matrimonio con Enrique de Acuña y Portugal, señor de Villalba del Alcor y de Valdegema.

## Biografía

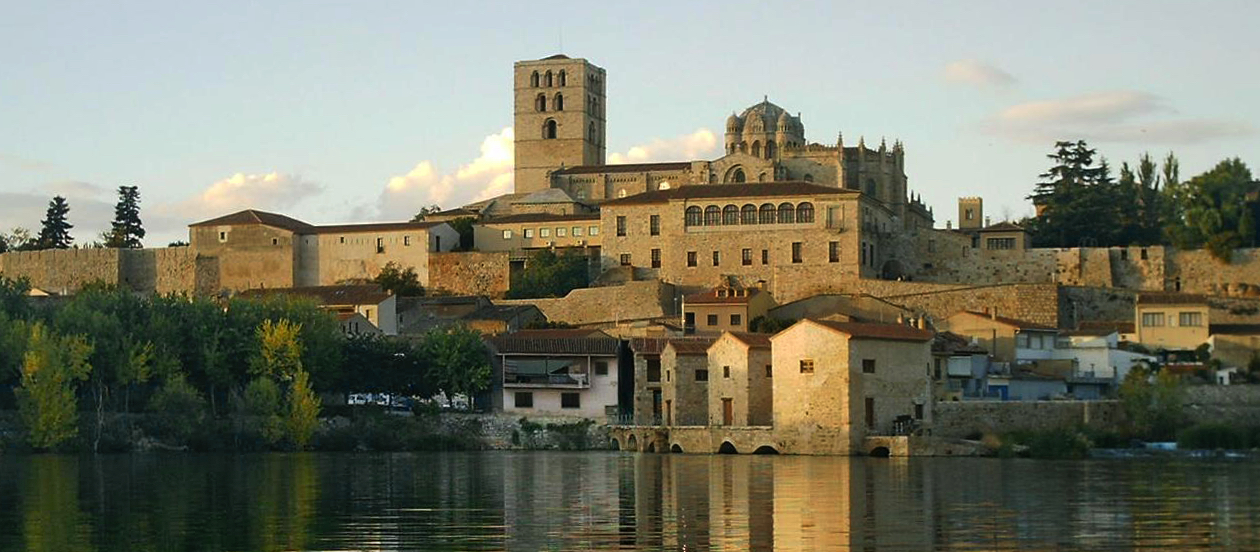
Vista de la ciudad de Zamora y de su catedral.

Se desconoce su fecha de nacimiento. Su padre, Juan de Valencia, fue mariscal de Castilla, regidor de Zamora por los Hijosdalgo en 1412, y alcaide de los Reales Alcázares de dicha ciudad, y debió fallecer después de 1427, ya que su nombre es mencionado en ese año en la Crónica de Juan II de Castilla.
El historiador Salvador de Moxó afirmó que el apoyo de Fernando Alfonso de Valencia, abuelo de Diego de Valencia, a Pedro I de Castilla durante la primera guerra civil castellana y su posterior trayectoria vital, pudieron influir decisivamente en la decadencia de la casa de Valencia tras su muerte, a pesar de sus regios orígenes, pues aunque varios de sus miembros, como Diego de Valencia, alcanzaron la dignidad de mariscales de Castilla, «quedaron reducidos al círculo de los caballeros zamoranos», como señala dicho autor. Además, el señorío de Valencia, que Enrique II de Castilla arrebató a Fernando Alfonso de Valencia y que había dado nombre a la familia, fue convertido en ducado y entregado por el rey Juan I de Castilla, el 22 de diciembre de 1387, al infante Juan de Portugal, hijo del rey Pedro I de Portugal, quien se convirtió en el primer duque de Valencia de Campos.
Diego de Valencia desempeñó los cargos de mariscal de Castilla y asistente de la ciudad de Sevilla desde 1460 hasta fecha desconocida y segunda vez en 1464 y en 1465, y fue caballero de la Real Cofradía de Caballeros Cubicularios de Zamora, según consta en una relación de los miembros de la cofradía de 1462, en la que también es mencionado su hijo mayor, el mariscal Alfonso de Valencia y Bracamonte. Además, también consta que en 1462 y que en 1465 Diego de Valencia era el alcaide del castillo de Zamora.
 

Durante el reinado de Enrique IV de Castilla Diego de Valencia y su hijo Alfonso, que ya ocupaba el cargo de mariscal de Castilla, acaudillaron las tropas zamoranas en su lucha contra las de Juan de Ulloa, alcaide del castillo de Zamora, a quien apodaban «el Malo» o «el Trasquilado», ya que éste saqueaba y devastaba la región, «valiéndose de una tropa de foragidos que no tenía más ley que su mandato». Y el historiador Cesáreo Fernández Duro afirmó en sus Memorias históricas de la ciudad de Zamora que en la batalla en la que Diego de Valencia y su hijo derrotaron a Juan de Ulloa:

Iban ciento cincuenta de á caballo y ochocientos de á pié, hidalgos y ciudadanos, número muy inferior al de los enemigos, pero alentados por el interes de la defensa de los hogares. Antes de venir á las manos tomaron cardos del campo como distintivo, observando que los de Ulloa habían puesto ramas de vid en los yelmos, y en buen orden recibieron el empuje de los contrarios, invocando a su patrón San Ildefonso. Fue la batalla el miércoles 12 de agosto, dia de Santa Clara, en un recuesto que se llama Val de la Gallina, entre Coreses y Zamora, generalizándose con la saña que se observa en las contiendas intestinas. Ganó la buena causa, pronunciándose en huida los bandoleros, con pérdida de consideración en muertos y aprendidos.

Y en una carta que Enrique IV de Castilla escribió en 1466 a Alfonso de Zayas, regidor de Zamora, el monarca solicitaba a éste que alcanzase un acuerdo con el mariscal Diego de Valencia y con Juan de Porres, señor de Castronuevo y suegro de Diego de Valencia, a fin de que la ciudad de Zamora quedara en «paz e sosiego».
Se desconoce la fecha exacta de defunción del mariscal Diego de Valencia, aunque debió de ocurrir después de 1466.

## Matrimonio y descendencia
Diego de Valencia contrajo matrimonio con Aldonza Dávila y Bracamonte, hija de Álvaro Dávila, I señor de Peñaranda y III señor consorte de Fuente el Sol y Rubí de Bracamonte, y de su esposa Juana de Bracamonte y Mendoza, III señora de Fuente el Sol y Rubí de Bracamonte, hija y heredera de Mosén Rubín de Bracamonte, I señor de Fuente el Sol y almirante de Francia, y de su primera esposa Inés de Mendoza y Ayala. Y fruto de su matrimonio nacieron cuatro hijos:
- Alfonso de Valencia y Bracamonte (m. después de 1487). Mariscal de Castilla y regidor de Zamora.[1]
- Juana de Valencia y Bracamonte (m. 1522). Contrajo matrimonio con Pedro Hurtado de Mendoza, adelantado de Cazorla,[12] y ambos fueron sepultados en el convento de dominicos de Benalaque, aunque posteriormente sus sepulcros fueron trasladados a la iglesia de San Ginés de Guadalajara, donde serían destruidos en 1936, durante la guerra civil española.[27]
- Beatriz de Valencia y Bracamonte. Contrajo matrimonio con Juan Alfonso de Benavides el Bueno, II señor de Jabalquinto.[12]
- Isabel de Valencia y Bracamonte. Contrajo matrimonio con García de la Cuadra, señor de Pina y Penalba.[12]

El historiador Enrique Fernández-Prieto señaló que Diego de Valencia tuvo un hijo fuera de matrimonio llamado Lope de Ocampo, y que este último fue el padre del historiador Florián de Ocampo, quien fue cronista de Carlos I y canónigo de la catedral de Zamora.